# Metazoekmachine
Een metazoekmachine is een zoekmachine waarmee een internetgebruiker een zoekopdracht in één keer bij meerdere zoekmachines kan opgeven. De resultaten die verschillende zoekmachines opleveren worden gecombineerd in één overzicht aan de gebruiker teruggegeven.

## Overzicht van metazoekmachines

### Internationaal
- Dogpile
- Mamma (website actief, zoekt nu naar productreviews)
- SurfWax
- Excite
- Ixquick: Ixquick is de European Privacy Seal toegekend omwille van de hoge privacy die deze metazoekmachine biedt.
- MetaCrawler
- WiinkZ

### Nederland
- 1steKeuze zoekmachine - Gecombineerd met handmatig toegevoegde links.
- GasPedaal - Zoekt in meerdere auto gerelateerde websites
- Laquza - Internationale metazoekmachine met Nederlandse interface. (niet meer actief? Website bestaat maar geeft geen resultaten)
- Multizoeker - Metasarcher van Nederlandse makelij. (niet meer actief. Verwijst naar een Chinese machinefabrikant)
- Paul - Zoekt in de meeste bekende zoekmachines
- PaperFlies - Zoekmachine in vluchtschema's
- Vinden - Een meta-zoekmachine van Nederlandse makelij.
- ZoekAll - Nederlandse metasearcher.
- Zoeken - Een Nederlandse metazoekmachine.

### Voormalige  metazoekmachines
- Torrentz - Finland